# HMS Warrior (1905)
O HMS Warrior foi um cruzador blindado operado pela Marinha Real Britânica e a primeira embarcação da Classe Warrior, seguido pelo HMS Natal, HMS Achilles e HMS Cochrane. Sua construção começou em novembro de 1903 no Estaleiro Real de Pembroke e foi lançado ao mar em novembro de 1905, sendo comissionado em dezembro do ano seguinte. Era armado com uma bateria principal composta por seis canhões de 234 milímetros em seis torres de artilharia únicas, tinha um deslocamento de mais de catorze mil toneladas e alcançava uma velocidade máxima de 23 nós.
O Warrior teve um início de carreira tranquilo, servindo em águas territoriais até ser transferido para o Mar Mediterrâneo em 1913. A Primeira Guerra Mundial começou em meados de 1914 e o navio primeiro participou de uma perseguição fracassada atrás de navios alemães, enquanto dias depois de suporte na Batalha de Antivari no Mar Adriático. Voltou para casa no final do ano e em meados de 1916 participou da Batalha da Jutlândia. Nesta, foi alvejado várias vezes por couraçados e cruzadores de batalha alemães, sendo seriamente danificado e afundando horas depois.